# Favolaschia sabalensis
Favolaschia sabalensis är en svampart som först beskrevs av Charles, och fick sitt nu gällande namn av Rolf Singer 1945. Favolaschia sabalensis ingår i släktet Favolaschia och familjen Mycenaceae.   Inga underarter finns listade i Catalogue of Life.